# يان سكالا
يان سكالا (بالألمانية: Jan Skala)‏ هو مؤلف وكاتب وصحفي ألماني، ولد في 17 يونيو 1889 في Nebelschütz ‏ في ألمانيا، وتوفي في 22 يناير 1945 في Dziedzice, Namysłów County ‏ في بولندا بسبب إعدام رميا بالرصاص.